# Ваяльная глина

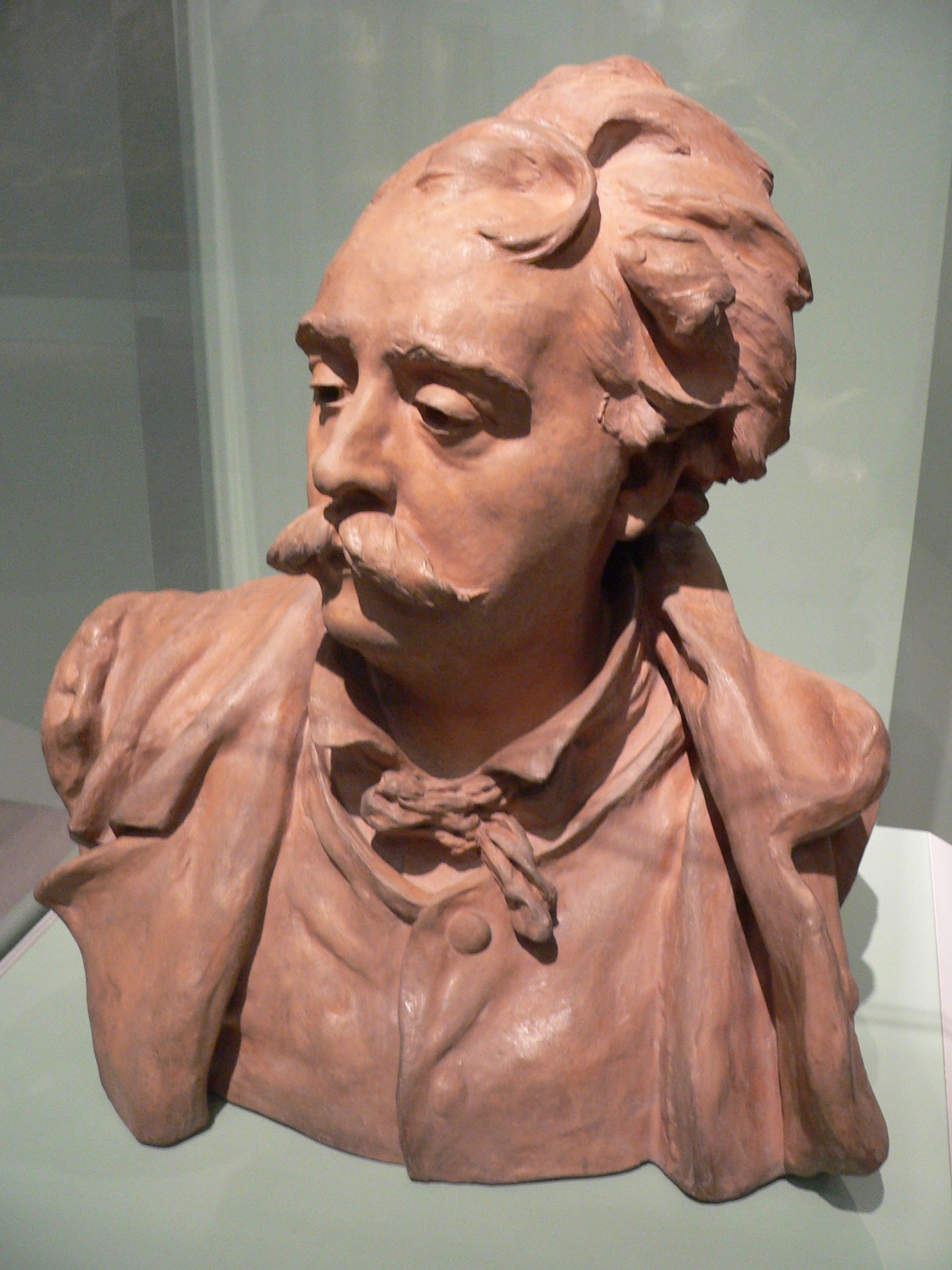
Бюст скульптора Каррье-Беллёз, Альбер-Эрнеста, сделанный Огюстом Роденом (1882). Терракота, предварительная модель в глине

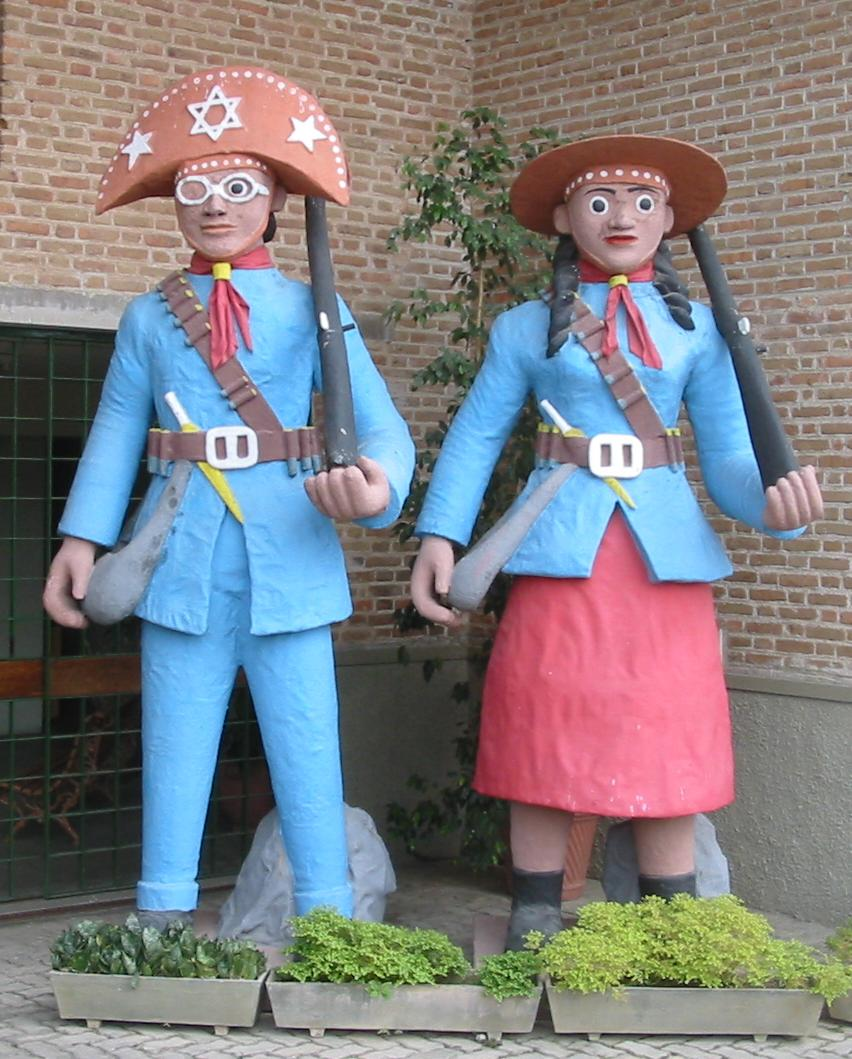
Гигантские глиняные скульптуры в Каруару (Бразилия)

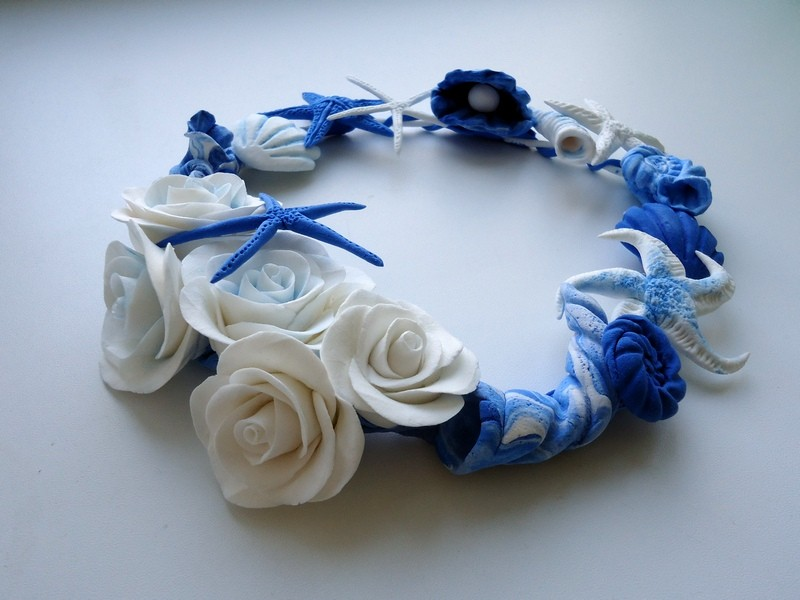
Розы и ракушки из Паперклея (DECO)

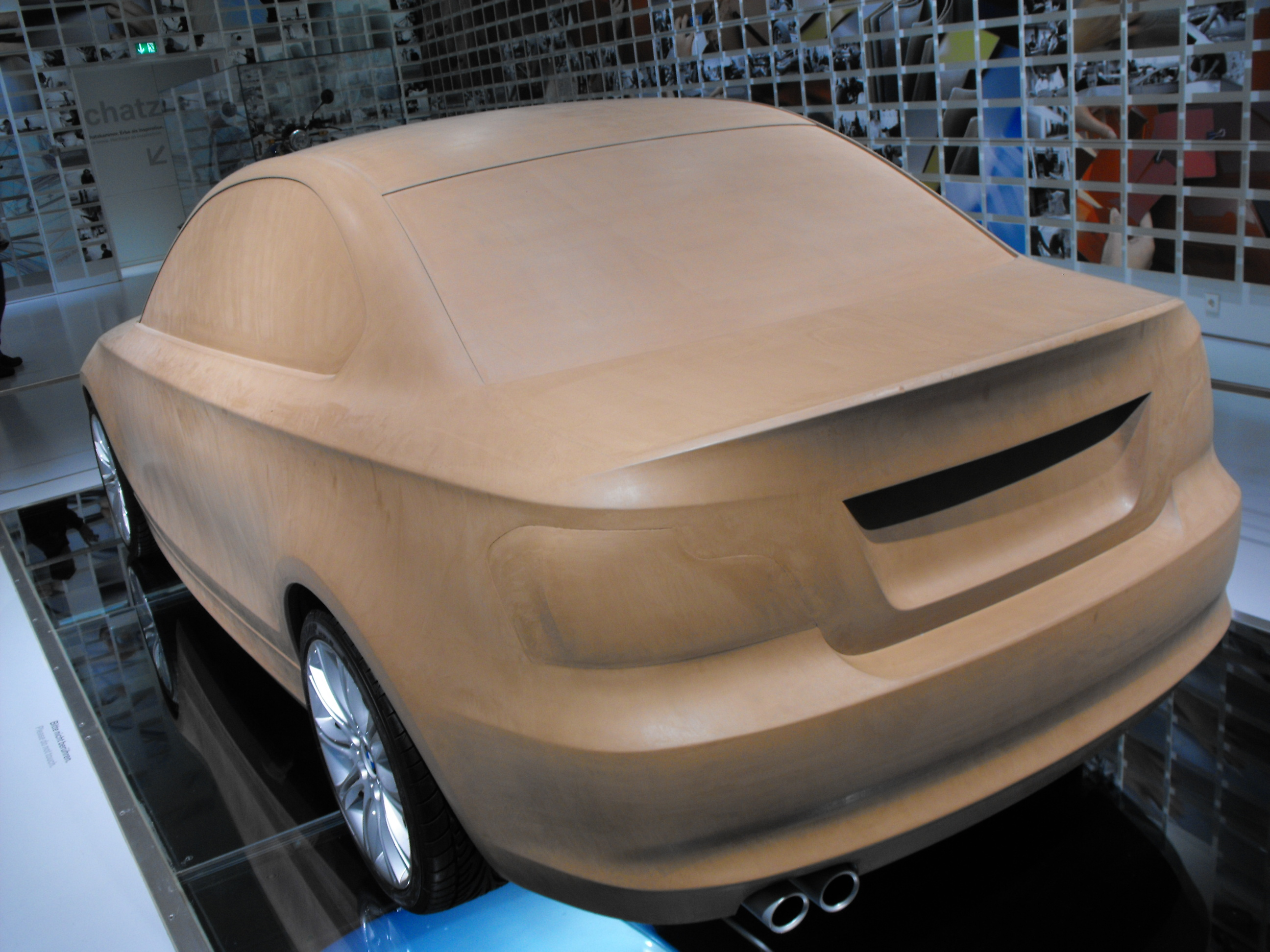
Промышленная глина: глиняная модель BMW

Ваяльная глина (также формовочная, модельная глина, англ. modelling clay) — любое вещество из группы деформируемых в холодном состоянии субстанций, используемых в строительстве и создании скульптур. Составы материалов и процессы их производства существенно различаются.

## Керамическая глина
Керамические (гончарные) глины — это вещества на водной основе, изготовленные из глинистых минералов и смешанные с другими первичными материалами. Они запекаются при высоких температурах в процессе известном как обжиг для создания керамики, такой как терракота, фаянс и фарфор. Паперклей — это глина, в которую был добавлен небольшой процент обработанной целлюлозы. В печи для обжига бумага выгорает, оставляя глиняную массу. Паперклей изготавливается производителям гончарной глины. Температура обжига и выбранная глазурь должны соответствовать используемой глиняной массе.

## Глина на масляной основе
Глина на масляной основе изготавливаются в различных комбинациях масел, восков и глинистых минералов . Поскольку масла не испаряются, как это делает вода, глины на масляной основе остаются гибкими даже когда оставались в течение длительного периода в сухой (с низкой влажностью) среде. Изделия из глин на масляной основе не получится обжечь, поэтому они не относятся к керамике. Поскольку вязкость масел уменьшается при повышении температуры, на пластичность влияют нагревом или охлаждением глины. Глины на масляной основе не растворимы в воде. Они могут быть повторно использованы и являются популярным материалом у художников-аниматоров, которым необходимо сгибать и перемещать их модели. Они доступны в множестве расцветок и нетоксичны.

## Полимерная глина
Полимерная глина — это материал для моделирования, который твердеет при нагревании от 129 °C до 135 °C в течение 15 минут при толщине в 6,4 мм, и существенно не уменьшается и не изменяет форму в процессе. Несмотря на то, что его называют «глиной», он обычно не содержит глинистых минералов. Полимерная глина продается в ремесленных, «хобби» и художественных магазинах и используется художниками, любителями и детьми. Полимерная глина также популярна в анимации, так как позволяет манипулировать статическими формами кадр за кадром. Ведущие бренды полимерной глины — Fimo, Kato Polyclay, Sculpey и Modello.

## Паперклей
Есть две основные группы бумажной глины/пользователей паперклея: тех, кто использует паперклей как необожжённую массу преимущественно для рекреационных целях или для изготовления кукол, и тех, кто использует бумажную глину в изостудиях по керамике для скульптур.